# Namea dicalcaria
Namea dicalcaria är en spindelart som beskrevs av Raven 1984. Namea dicalcaria ingår i släktet Namea och familjen Nemesiidae.
Artens utbredningsområde är New South Wales. Inga underarter finns listade i Catalogue of Life.